# Østre Gausdal

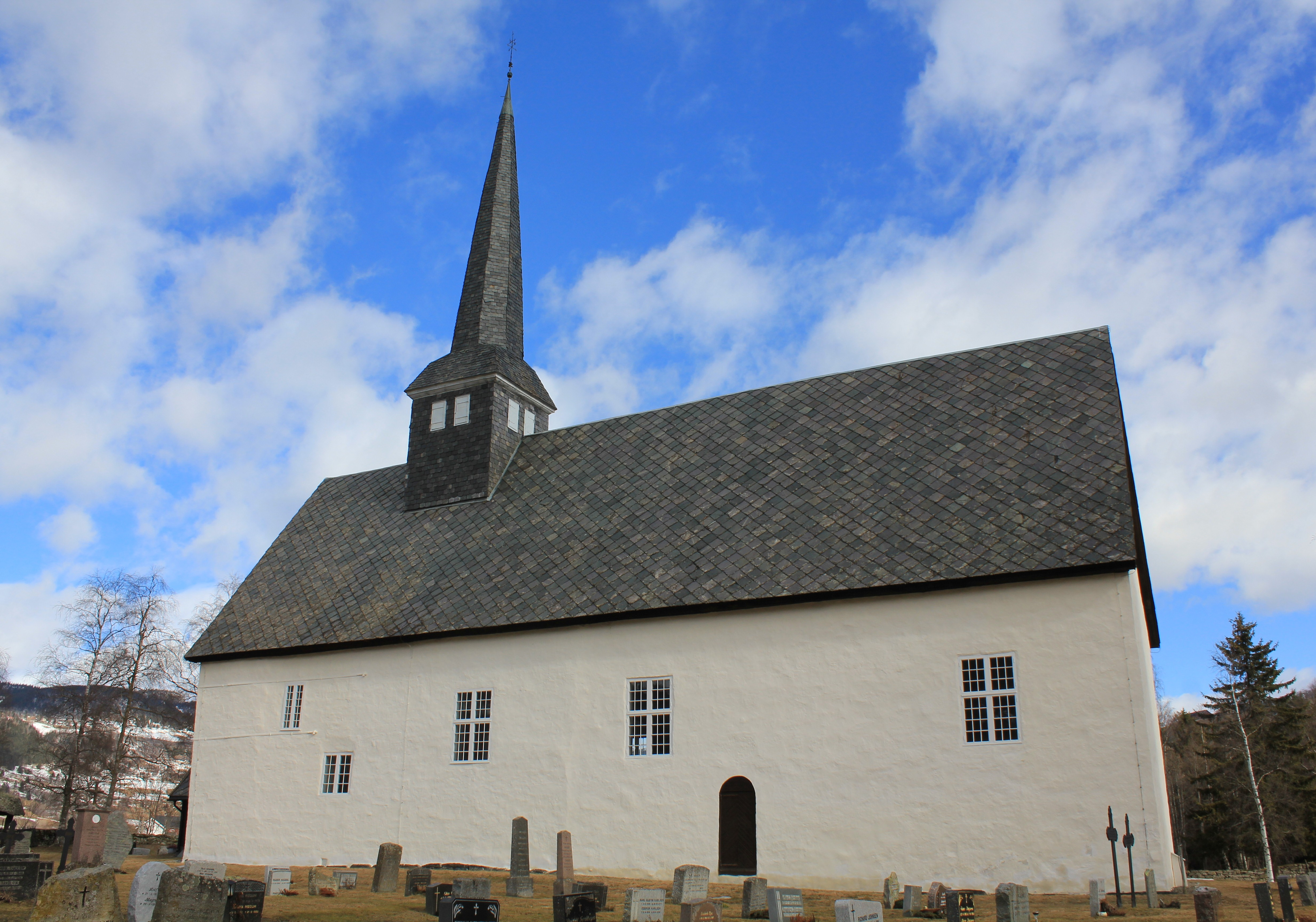
La chiesa di Østre Gausdal

Østre Gausdal è un ex comune nella contea di Oppland, in Norvegia.
Fu creato quando Gausdal fu diviso in Østre e Vestre Gausdal nel 1879. A quel tempo Østre Gausdal aveva una popolazione di 5.911 abitanti.
Il 1º gennaio 1962 i due comuni furono riuniti sotto il nome di Gausdal. Prima della fusione, Østre Gausdal aveva una popolazione di 3.942 persone.
La chiesa di Østre Gausdal (Østre Gausdal kirke) è una chiesa romanica costruita in mattoni durante il periodo 1250-1300. Nel 1700 fu espansa ad est, a quel tempo ricevette un pulpito scolpito. L'organo della chiesa fu costruito da August Nielsen nel 1888.